# 32315 Clarezhu
32315 Clarezhu è un asteroide della fascia principale. Scoperto nel 2000, presenta un'orbita caratterizzata da un semiasse maggiore pari a 2,8977417 UA e da un'eccentricità di 0,0249470, inclinata di 1,70358° rispetto all'eclittica.